# Buslijn 90 (Sassenheim-Wassenaar)

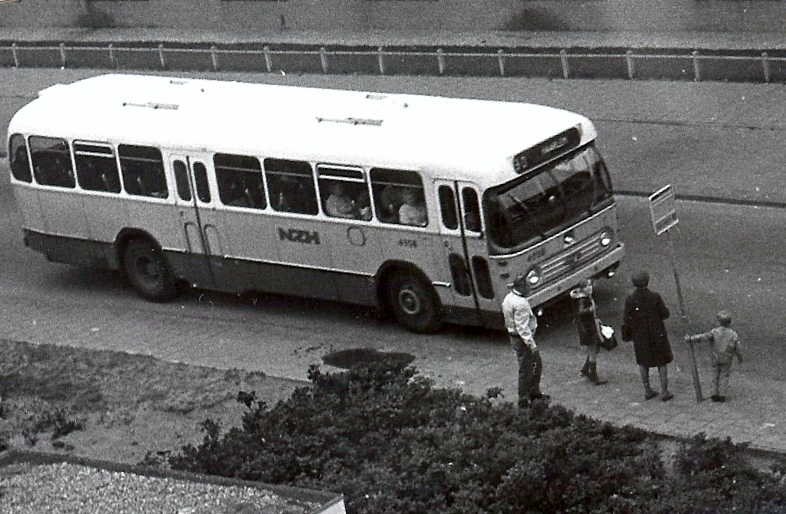
NZH-buslijn 90 op 28 mei 1972 te Katwijk

Buslijn 90 is een Nederlandse buslijn, geëxploiteerd door Qbuzz, die Sassenheim via Voorhout met Noordwijkerhout verbindt en in de zomer op bepaalde tijden ook met Wassenaar.   

## Geschiedenis
Lijn 20
De lijn vindt zijn oorsprong in de N.V. Duinlander, een in Noordwijk aan Zee gevestigd busbedrijf dat was voortgekomen uit de firma H. & D. Bolhuis, die een lijn Noordwijk - Den Haag exploiteerde. De Duinlander fuseerde in 1940 met de Eerste Noordwijkerhoutsche Auto Onderneming (ENAO) (lijn Noordwijk - Sassenheim) en de firma Zilverspoor (lijn Noordwijk - De Zilk - Haarlem). Op 10 juni 1942 werd de Duinlander overgenomen door de Noord-Zuid-Hollandsche Tramweg Maatschappij (NZHTM), die vanaf 1946 Noord-Zuid-Hollandse Vervoermaatschappij (NZHVM) heette en doorgaans NZH werd genoemd.
In het NZH-dienstregelingboekje kreeg de Duinlanderlijn, die nog lang deze bijnaam behield, het lijnnummer 20. In het kader van de hernummering van buslijnen, waarbij de lijnen in groepen per tiental werden ingedeeld, werd lijn 20, die sinds 6 oktober 1954 twee routes had, op 1 september 1957 gesplitst. Nummer 20 was voor de bovenstaande route van Den Haag naar Noordwijkerhout en dan via De Zilk, Vogelenzang en station Heemstede-Aerdenhout naar Haarlem, en nummer 21 voor de zijlijn die vanaf Noordwijkerhout via Sassenheim, Lisse, Hillegom, Bennebroek, De Glip en Heemstede naar Haarlem ging. Omdat op de Crossley-bussen van de NZH geen lijnnummers stonden aangeduid, werd het onderscheid tussen beide routes aangegeven door een bordje achter de voorruit met de tekst "Via De Zilk" of "Via De Glip".
In de loop der jaren werd de lijnenloop enige malen veranderd. Lijn 20 onderging nauwelijks wijzigingen - de Haagse route werd in 1964 verlegd van de Bezuidenhoutseweg naar de Benoordenhoutseweg - maar de doorgaande verbinding Den Haag - Haarlem met lijn 21 via de Bollenstreek werd verbroken. Aan de vaste kwartierdienst die beide lijnen samen hadden gereden tussen Den Haag en Noordwijkerhout kwam in 1962 een einde, doordat een nieuwe lijn 22 ook het dorp Voorhout ging bedienen. Later kreeg die een sneldienstkarakter tussen Den Haag en Noordwijk.
Lijn 90

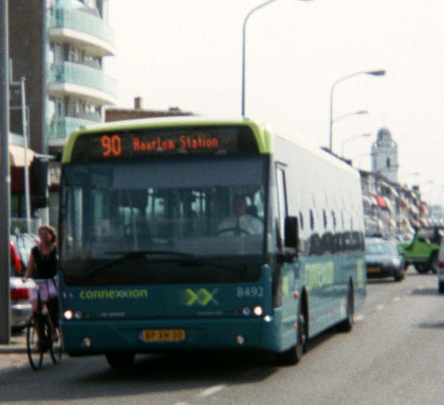
Berkhof Ambassador 8492 op de Boulevard in Katwijk in 2006

Het lijnnummer 90 kwam in 1966 op de bussen. In dat jaar werden de NZH-bussen op Haags grondgebied opengesteld voor lokaal vervoer tegen HTM-tarief. Om verwarring met de Haagse lijnnummering te voorkomen werd lijn 20 vernummerd. Lijn 90 was de laatste NZH-buslijn waarop tweemansbediening werd toegepast. Pas op 17 september 1967 werden de conducteurs hier afgeschaft.
In Haarlem was de Tempeliersstraat een belangrijke overstaphalte, eerst op de tramlijn Amsterdam - Zandvoort en vanaf 1957 op de opvolger daarvan, buslijn 80. In Den Haag werd vertrokken van station Den Haag Staatsspoor. In 1954 werd de lijn verlengd naar het Hollands Spoor. Dit bleef zo na de opening van het nieuwe centraal station waar een halte in de Rijnstraat was. Pas na 1981 werd lijn 90 ingekort tot het busplatform van het Centraal Station. Lijn 20 (90) volgde in Den Haag door ruil met lijn 43 vanaf 1964 gedeeltelijk de route van de opgeheven Gele Tramlijn I² via de Benoordenhoutseweg en Leidsestraatweg, en raakte in Katwijk, Noordwijk en Haarlem aan voormalige routes van de Blauwe Tram.
Op 1 juni 1994 vond een herverkaveling plaats tussen de vervoersgebieden van diverse streekvervoerders en daarom werd de lijn sindsdien gezamenlijk gereden door NZH en Westnederland, sinds 1 november 1994 ZWN-Groep. In 1999 fuseerden deze beide bedrijven, met enkele andere, tot Connexxion. Ten gunste van een Interliner verbinding werd de halfuurdienst omgezet in een uurdienst op het gedeelte Noordwijkerhout-Haarlem. Na opheffing van deze Interliner keerde de halfuurdienst terug, maar deze werd later toch weer beperkt tot een uurdienst.
Op 9 december 2012 ging de exploitatie over van Connexxion naar Arriva. Dit bedrijf verlegde de route vanaf De Zilk naar Nieuw Vennep in plaats van Haarlem. Daarmee werd een 72 jaar bestaande verbinding verbroken. Tussen station Heemstede-Aerdenhout en station Hillegom via Vogelenzang werd door Connexxion een vervangende buslijn 9 ingesteld, met beperkte exploitatietijden, in aansluiting op buslijnen 80, 90 en de trein. Op 15 december 2014 werd de lijn ingekort en verlegd naar Lisse met een eindpunt bij hotel De Nachtegaal in Lisse. Het traject naar Nieuw Vennep werd overgenomen door lijn 57. Op lijn 90 werd het meenemen van fietsen buiten de spitsuren toegestaan.
Dienstregeling 2022
Op 9 januari 2022 werd de lijn vanaf Katwijk verlegd naar Rijnsburg en Leiden waarbij de route van lijn 37 wordt overgenomen. Het traject van Noordwijk en Katwijk naar Wassenaar en Den Haag werd overgenomen door Qliner 385.
Lijn 90 had van Lisse naar Leiden een rijtijd van ongeveer anderhalf uur. Daarmee was de lijn niet meer een van de langste buslijnen van Nederland, een rit van Den Haag naar Haarlem duurde destijds meer dan 2 uur. Er werd de gehele week op alle dagen een uurdienst geboden. Sinds januari 2022 had lijn 90 alleen het trajectgedeelte van Ruigenhoek tot aan Katwijk aan den Rijn nog gemeen met de oude Duinlander-route. 

## Gewijzigde opzet 2024
Op 15 december 2024 werd de lijn overgenomen door Qbuzz en geheel gewijzigd met als route Sassenheim, Voorhout en Noordwijkerhout als versterking van lijn 57 tussen Sassenheim en Noordwijkerhout. De trajecten naar Leiden en Lisse werden overgenomen door andere buslijnen. Op bepaalde tijden in de zomer wordt als seizoenslijn doorgereden naar Wassenaar (Duinrell).  